# Walter von Siebenthal
Walter von Siebenthal, švicarski hokejist, * 6. junij 1899, Švica, † september 1958, Švica. 
Von Siebenthal je bil hokejist švicarske reprezentance, s katero je nastopil na enih olimpijskih igrah in več evropskih prvenstvih, na katerih je osvojil dve srebrni medalji.